# José do Patrocínio Dias
José do Patrocínio Dias (Covilhã, 23 luglio 1884 – Fátima, 24 ottobre 1965) è stato un vescovo cattolico portoghese.

## Biografia
Nel 1907 conseguì il dottorato in teologia a Coimbra e fu ordinato prete. Durante la prima guerra mondiale servì come cappellano militare durante la prima guerra mondiale. Fu eletto vescovo di Beja nel 1920 ma prese possesso della sede solo nel 1922, trovando la diocesi disorganizzata perché vacante da oltre dieci anni.
Svolse un'intensa attività pastorale per riportare alla pratica religiosa la popolazione della diocesi, dove erano molto attivi i movimenti anticlericali, e fondò la congregazione delle Oblate del Divin Cuore.

## Genealogia episcopale e successione apostolica
La genealogia episcopale è:
- Cardinale Scipione Rebiba
- Cardinale Giulio Antonio Santori
- Cardinale Girolamo Bernerio, O.P.
- Arcivescovo Galeazzo Sanvitale
- Cardinale Ludovico Ludovisi
- Cardinale Luigi Caetani
- Cardinale Ulderico Carpegna
- Cardinale Paluzzo Paluzzi Altieri degli Albertoni
- Papa Benedetto XIII
- Papa Benedetto XIV
- Cardinale Enrico Enriquez
- Arcivescovo Manuel Quintano Bonifaz
- Cardinale Buenaventura Córdoba Espinosa de la Cerda
- Cardinale Giuseppe Maria Doria Pamphilj
- Papa Pio VIII
- Papa Pio IX
- Arcivescovo Innocenzo Ferrieri
- Vescovo José Luis Alves Feijo, O.SS.T.
- Vescovo José Dias Correia de Carvalho
- Arcivescovo Manuel Vieira de Matos
- Vescovo José do Patrocínio Dias

La successione apostolica è:
- Vescovo António Cardoso Cunha (1956)